# Phare de Humboldt Harbor
Le phare de Humboldt Harbor était un phare situé  en baie de Humboldt, dans Comté de Humboldt (État de la Californie), aux États-Unis. Il marquait l'entrée de la baie et fut désactivé en 1892. Laissé à l'abandon il s'effondra en 1933.

## Histoire
La baie de Humboldt est accessible par un étroit chenal entre deux longues flèches de sable. La fondation  de la ville d'Eureka en 1850, sur les rives de la baie, a permis d'installer un phare dans la première série des huit phares de la côte ouest. La conception était essentiellement celle du phare de Point Loma (1855), une tour centrale sortant d'une maison de'un étage et demi. Il a été équipé d'une lentille de Fresnel du quatrième ordre qui a été mise en service en décembre 1856.
La maison-phare était située dans une zone sablonneuse vers l'extrémité de la flèche septentrionale. Le phare servait à la fois de marqueur pour l'entrée de la baie et d'avertissement pour la présence de la flèche. On a immédiatement découvert que le site en basse altitude était vulnérable aux vagues et, en 1867, le Conseil des phares envisageait déjà de déplacer la lumière vers un nouveau site du côté sud de l'entrée. Pendant ce temps, un brise-lames était placé autour du phare. Le brouillard était un problème majeur, et un sifflet de brouillard de vapeur a été installé en 1874.
Il a été endommagé par les éléments et par les tremblements de terre en 1877 et 1882, ce qui a conduit à un renforcement substantiel de sa base. La crue de l'eau en 1885 a causé des dommages si graves que la maison a été jugée inapte à l'occupation, et un abri temporaire a été construit pour loger le gardien jusqu'à ce qu'un feu de remplacement puisse être construit.
La mise en service du phare de Table Bluff en 1891  mit fin au phare de Humboldt Harbor. L'année suivante, sa lentille de Fresnel fut déplacée vers le nouveau phare. Le bâtiment a été officiellement fermé le 31 octobre 1892 et les bâtiments ont été utilisés par le Corps du génie de l'armée des États-Unis comme bureau  pendant les améliorations à l'embouchure du port, puis a été abandonné. La tour centrale s'effondrant vers 1933. Tout ce qui reste sur le site aujourd'hui sont des murs de fondation. La coupole de la lanterne a finalement été récupérée  et exposée à la Humboldt Bay Maritime Museum (en) .
Identifiant : ARLHS : USA1108.

### Lien connexe
- Liste des phares de la Californie